# Uglješići
Uglješići (en cyrillique : Угљешићи) est un village de Bosnie-Herzégovine. Il est situé dans la municipalité de Vogošća, dans le canton de Sarajevo et dans la fédération de Bosnie-et-Herzégovine. Selon les premiers résultats du recensement bosnien de 2013, il compte 339 habitants.

## Géographie
Le village est situé dans les faubourgs sud de Vogošća, au bord de la rivière Vogošća, un affluent de la Bosna.

## Démographie

### Évolution historique de la population dans la localité
| 1948 | 1953 | 1961 | 1971 | 1981 | 1991 | 2013 |
| ---- | ---- | ---- | ---- | ---- | ---- | ---- |
| -    | -    | 919  | 393  | 410  | 367  | 339  |

|  |